# Adventures of Superman
Adventures of Superman è una serie televisiva statunitense basata sull'omonimo personaggio dei fumetti. La serie è andata in onda sulla ABC dal 19 settembre 1952 al 28 aprile 1958 per un totale di 104 episodi divisi in sei stagioni.

## Produzione
Venne prodotta inizialmente in bianco e nero per le prime due stagioni, per passare al colore nel 1955 con la terza stagione.
Gli ultimi due episodi della prima stagione (n. 25 e 26) sono l'adattamento televisivo del film Superman and the Mole-Men del 1951 con lo stesso interprete George Reeves e prodotto prima dell'inizio della serie.

## Episodi
| Stagione         | Episodi | Prima TV originale |
| ---------------- | ------- | ------------------ |
| Prima stagione   | 26      | 1952-1953          |
| Seconda stagione | 26      | 1953-1954          |
| Terza stagione   | 13      | 1955               |
| Quarta stagione  | 13      | 1956               |
| Quinta stagione  | 13      | 1957               |
| Sesta stagione   | 13      | 1958               |